# Come prima (brano musicale)
Come prima è una canzone composta da Vincenzo Di Paola e Sandro Taccani per la musica e parole di Mario Panzeri. Nel 1955 il brano fu proposto alla commissione d'ascolto del Festival di Sanremo, ma non passò la selezione.

## Storia
Nel 1957 Dallara fu assunto come fattorino alla casa discografica Music. Il direttore Walter Guertler venne informato per caso dell'attività di cantante di Tony; dopo averlo visto esibirsi al Santa Tecla, gli ha offerto un contratto e gli ha fatto incidere il brano. Il 45 giri, pubblicato nel dicembre dello stesso anno, viene presentato per la prima volta durante la Rock Parade, organizzata dal 27 gennaio al 2 febbraio 1958 al Teatro Smeraldo da Miki Del Prete con la partecipazione di Adriano Celentano e il sassofonista Eraldo Volonté: raggiunge poi il primo posto della hit parade italiana, rimanendovi per diverse settimane e vendendo 300 000 copie, finendo per diventare un evergreen. Nella storia della musica leggera italiana, Dallara sarebbe diventato uno tra i più famosi urlatori, con il suo grido pronunciato, consonante per consonante, tuttavia in questo caso la canzone è un po’ singhiozzata, in linea con lo stile statunitense dei Platters.

## Cover
- 1958 - Willy Alberti incide la cover di Come prima in un singolo pubblicato nei Paesi Bassi (Philips – 318 064 PF), inserita nell'album Piove del 1959 (Philips – P 10919 R)
- 1958 - Umberto Marcato incide la cover di Come prima in un singolo pubblicato in Svezia (Karusell – KSEP 3129), inserita nell'album The Romantic Voice of Umberto Marcato del 1959 (Karusell – KALP 1002), pubblicato in Svezia, Stati Uniti d'America, Colombia e Venezuela
- 1958 - Dalida incide la cover di Come prima in francese, con il titolo Tu me donnes (testo di J. Larue) in un singolo pubblicato in Francia (Barclay – B-6019), inserita nell'album Dalida del 1959 (Barclay – LPJ4000), pubblicato in Italia, Spagna, e Francia
- 1958 - Il Quartetto Radar incide la cover di Come prima in un singolo pubblicato in Italia e Germania (durium – Ld A 6227), inserita nell'album Anni '50 - L'era del night del 1974 (durium – BL 7050)
- 1958 - Marino Marini e il suo Quartetto incide la cover di Come prima in un singolo pubblicato negli Stati Uniti d'America (Columbia Records – 4-41264), inserita nell'album Marino Marini ed il suo Quartetto (durium – msA 596), pubblicato in Italia e Spagna[4]
- 1959 - Ben sa tumba et son Orchestre incide la cover di Come prima in francese, con il titolo Tu me donnes (testo di J. Larue) in un singolo pubblicato in Francia (Barclay – 72 261)
- 1975 - Tony Pacino incide la cover di Come prima in un singolo pubblicato in Canada (Disques Carrère – CR 5016), inserita nell'album Tony Pacino del 1976 (MM Records – 60 503)
- 1978 - Gene Ferrari & The Disco Roma Band nell'album Disco italiano (Sunrise Music - SM-117)
- 2009 - Mario Barravecchia inserisce la cover di Come prima nell'album Intimo - Le più belle canzoni italiane (GLG Productions – 7006651)
- 2022 -  Stefano Bollani e Valentina Cenni incidono la cover del brano nell'album Via dei Matti nº0